# Дибовик
Ди́бовик (болг. Дъбовик) — село в Добрицькій області Болгарії. Входить до складу общини Генерал-Тошево.

## Населення
За даними перепису населення 2011 року у селі проживали 160 осіб.
Національний склад населення села:
| Національність   | Кількість осіб | Відсоток |
| ---------------- | -------------- | -------- |
| болгари          | 111            | 92,5%    |
| інша             | 7              | 5,8%     |
| Всього відповіли | 120            |          |

Розподіл населення за віком у 2011 році:
Динаміка населення: